# Maria Holl
Pour les articles homonymes, voir Holl.

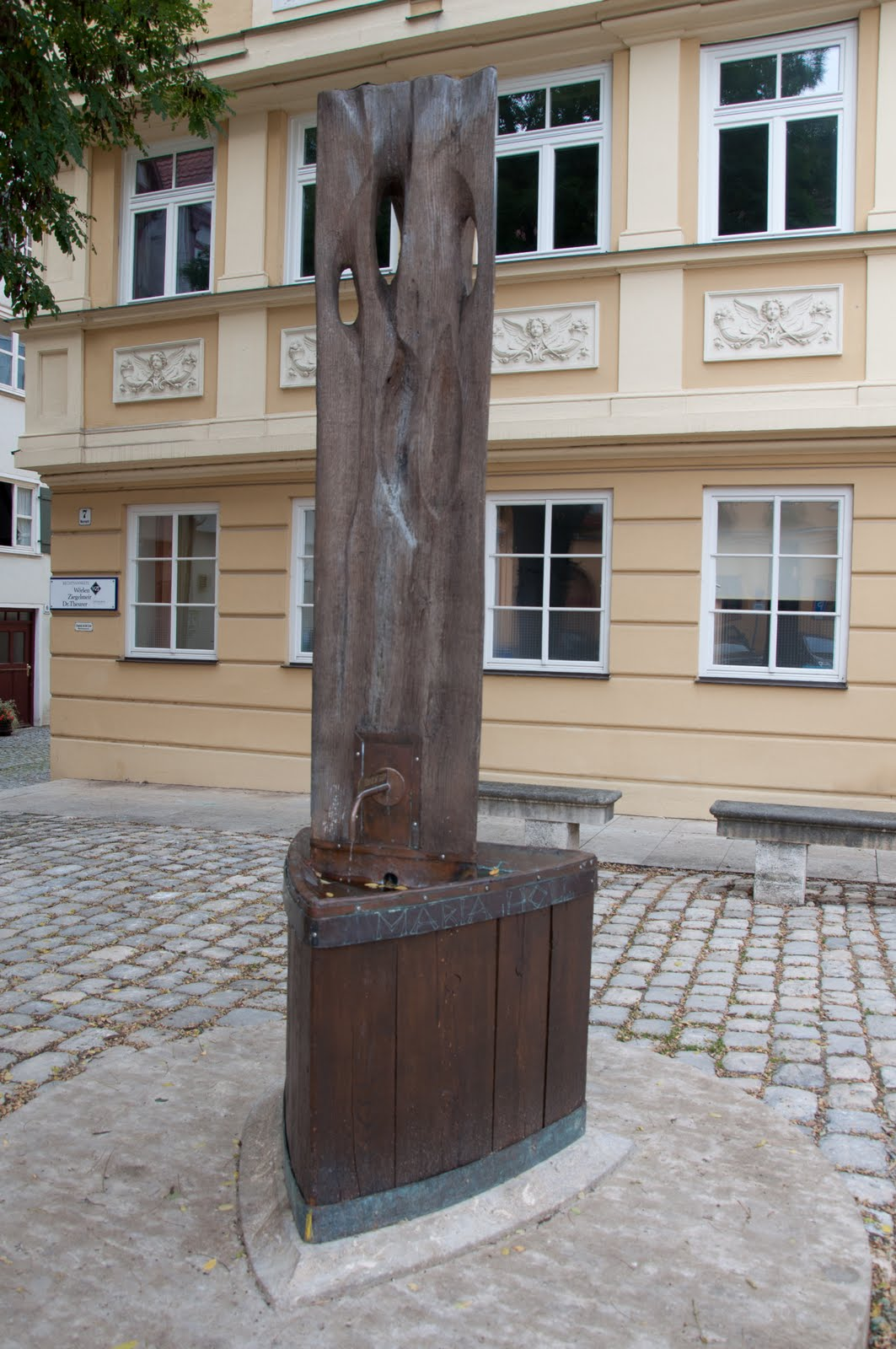
Fontaine Maria Holl au Nördlinger Weinmarkt.

Maria Holl, née vers 1549 à Altenstadt près de Geislingen an der Steige et morte en 1634, est une aubergiste victime d'une chasse aux sorcières à Nördlingen. Elle est emprisonnée en 1593 en tant que prétendue sorcière. N'ayant pas avoué après avoir été torturée 62 fois, elle est libérée après presque un an.

## Biographie
Maria Holl est la fille du bailli Jerg Löhlin d'Altenstadt. Elle se marie le 20 mai 1586 avec Michael Holl à Ulm Minster. Elle déménage à Nördlingen avec son mari, et devient citoyenne de la ville le 30 mai 1587. Là, le couple ouvre le restaurant Die goldene Krone sur le marché de Weinmarkt,.
À Nördlingen, Maria Holl est accusée de sorcellerie par jalousie en raison du succès de ses affaires. Maria Marb, également accusée de sorcellerie, accuse plusieurs femmes de sorcellerie sous la torture, dont Barbara Lierheimer et Maria Holl. Maria est la première des femmes accusées à survivre à la torture. En tout, elle est torturée 62 fois. Elle se réclame sans cesse de Dieu et ses interrogateurs ne réussissent pas à lui faire avouer un pacte avec le diable. De nombreuses citoyens l'ont défendue. Le 11 octobre 1594, elle est acquittée.
Son cas est l'un des derniers procès de sorcières à Nördlingen. Maria Holl survit à ses bourreaux et se marie trois fois. Elle est enterrée le 20 septembre 1634 après la bataille de Nördlingen.

## Hommages et postérité
Sur le mur de son ancienne auberge au 8 place Weinmarkt, un panneau d'information fait référence à sa vie avec la citation suivante :
« L'aubergiste de la Krone Maria Holl (vers 1549-1634) est arrêtée le 2 novembre 1593 et emprisonnée comme prétendue sorcière. Le 11 octobre 1594 elle est libérée de prison après avoir été torturée 62 fois. Sa détermination permit de mettre fin à la folie des chasses aux sorcières à Nördlingen. »

### La fontaine
Une fontaine en bois offerte par Emil Eigner en son honneur est inaugurée pour le Stabenfest (de) en 1966. Le matériau utilisé et la forme sont destinés à rappeler un bûcher. En 2010, la fontaine est restaurée par le sculpteur de Wilburgstetten Rudolf Siegmayer, grâce à un don de l'association Alt Nördlingen. Sur une inscription on peut y lire :
« Pour commémorer l'indéfectible Maria Holl ».

### non-fiction
- (de) Wolfgang Behringer, Hexenverfolgung in Bayern : Volksmagie, Glaubenseifer und Staatsräson in der Frühen Neuzeit, R. Oldenbourg, 1997 (ISBN 3-486-53903-5 et 978-3-486-53903-5, OCLC 9265902)
- (de) Gloria Eschbaumer, Bescheidenliche Tortur. Der ehrbare Rat der Stadt Nördlingen im Hexenprozess 1593/94 gegen die Kronenwirtin Maria Holl, Nördlingen, Greno, 1983
- (de) Gloria Rüdel-Eschbaumer, Der Hexenprozeß Maria Holl mit Originalprotokollen aus dem Stadtarchiv Nördlingen vom Jahre 1593/94, c 1998, 1998 (ISBN 3-927496-53-7 et 978-3-927496-53-8, OCLC 76239510)
- (de) Sonja Kinsler, Rieser Kulturtage, Verl. Rieser Kulturtage, 2005 (ISBN 978-3-923373-59-8, OCLC 644607817), « Von der Prozessakte zur Heimatheldin. Wie die „Hexe“ Maria Holl zu ihrem Ruhm kam.  », p. 205-211[6].
- (de) Sonja Kinzler, Zwischen Fortschrittsglaube und Fatalismus. Die Rezeption der Nördlinger Hexenprozesse im 19. und 20. Jahrhundert, Nördlingen, Steinmeier, 2005 (ISBN 3-936363-27-7)
- (de) Dietmar-H. Voges, Nördlingen seit der Reformation. Nördlingen seit der Reformation. Aus dem Leben einer Stadt, Münich, Beck, 1997 (ISBN 978-3-406-43360-3), « Nördlinger Hexenprozesse. Gesichtspunkte ihrer historischen Bewertung », p. 46-88 et 408–415

### Fiction
- Frank Grupe : Maria Holl - chasse aux sorcières à Nördlingen (pièce). Noerdlingen, 1998.
- Lore Sporhan-Krempel (de): La Sorcière de Nördlingen : Le destin de Maria Holl. Roman. Stuttgart : Kullmann, 1949.
- Juli Zeh : Corpus Delicti . un processus. Schöffling, Francfort/Main 2009,  (ISBN 978-3-89561-434-7)